# Prado (Recife)
Prado é um bairro do Recife, Pernambuco. Localiza-se na zona oeste da cidade, nele situando-se o Jockey Club de Pernambuco. A principal via desse bairro é a avenida Engenheiro Abdias de Carvalho, uma das mais importantes da cidade. Faz limites com os bairros do Bongi, Cordeiro, Zumbi, Madalena, Afogados e Ilha do Retiro.

## Origem
Com a criação do Hipódromo da Madalena, em 1859 (hipódromo mais antigo do Brasil em funcionamento) numa área de pradarias, daí o nome do bairro de prado, a região sofreu um grande surto imobiliário, principalmente durante o governo de Bento Magalhães, na década de 40, daí houve a separação política do bairro da Madalena, no entanto os limites desse bairro são questionados até hoje, principalmente nas áreas próximas ao Cordeiro e o Bongi.  
Atualmente, o Prado sofre com a ausência de políticas de governo que coordenem a urbanização. Os reflexos disso estão nos dois contrapontos do bairro: na área leste está a intensa verticalização desordenada e ao oeste encontram-se comunidades carentes, além da falta de áreas públicas para a melhoria da qualidade de vida da população. 
Está sofrendo uma grande valorização imobiliária devido a sua localização centralizada e bem localizada. No entanto, na área de limite com a Madalena e a Ilha do Retiro, a verticalização está acontecendo mais rápida. Em contrapartida, na área de fronteira com os bairros mais populares ocorre um processo de favelização, colocando esse bairro numa zona de transição. 

## Dados demográficos
- Área territorial: 127 ha.[1]
- População: 11.694 habitantes[nota 1]
  - Masculina: 5.285
  - Feminina:  6.409
- Densidade demográfica: 92,02 hab./ha.[nota 2]
- Domicílios: 3.696

## Educação
No bairro encontramos as seguintes instituições educacionais:
Estadual
- Escola Carlos Alberto Gonçalves de Almeida[5]

Municipal
- Escola Municipal Doutor Samuel Gonçalves[6]
- Escola Municipal dos Remédios[7]
- Escola Municipal Sítio do Berardo[8]

Particular
- Colégio Novo Mundo[9][10]
- Escola Espaço Alegre[11]
- Instituto Salesiano de Filosofia[12]

## Saúde
Estabelecimentos de saúde no Prado:
- Hospital Nossa Senhora do Ó [13]